# Dennis Burkley
Dennis Henry Burkley (Van Nuys, Los Ángeles, California, 10 de septiembre de 1945 - Sherman Oaks, Los Ángeles, California), 14 de julio de 2013) fue un actor estadounidense que apareció en numerosos filmes y series de televisión a lo largo de cuatro décadas de carrera.

## Filmografía

### Películas
| Año  | Título                     | Personaje                              |
| ---- | -------------------------- | -------------------------------------- |
| 1973 | Bummer!                    | Butts                                  |
| 1974 | Nightmare Honeymoon        | Bubba                                  |
| 1976 | Stay Hungry                | Heavy #2                               |
| 1976 | The Call of the Wild       | Stoney                                 |
| 1977 | Heroes                     | Gus                                    |
| 1978 | Laserblast                 | Deputy Ungar                           |
| 1985 | Mask                       | Dozer                                  |
| 1985 | The Slugger's Wife         | Chuck                                  |
| 1985 | Murphy's Romance           | Freeman Coverley                       |
| 1986 | Stewardess School          | Snake Pellino                          |
| 1987 | Wanted: Dead or Alive      | Farnsworth                             |
| 1987 | Malone                     | Dan Bollard                            |
| 1987 | Who's That Girl            | Benny                                  |
| 1987 | No Way Out                 | Mate                                   |
| 1988 | Pass the Ammo              | Big Joe Becker                         |
| 1989 | Fletch Lives               | Joe Jack                               |
| 1989 | An Innocent Man            | Butcher                                |
| 1990 | Lambada                    | Tío Big                                |
| 1990 | The End of Innocence       | Tiny                                   |
| 1991 | The Doors                  | Dog                                    |
| 1991 | Suburban Commando          | Deak                                   |
| 1991 | Rush                       | Motorcycle Guy                         |
| 1992 | Beyond the Law             | Oatmeal                                |
| 1992 | Four Eyes and Six Guns     | Luke Doom                              |
| 1992 | Stop! Or My Mom Will Shoot | Mitchell                               |
| 1992 | Wishman                    | Max the Squealer                       |
| 1992 | Sidekicks                  | Hank                                   |
| 1993 | Son in Law                 | Theo                                   |
| 1996 | Tin Cup                    | Earl                                   |
| 1997 | Touch                      | Hillbilly                              |
| 1997 | Fathers' Day               | Calvin                                 |
| 1997 | Con Air                    | Dale                                   |
| 1998 | Possums                    | Orville Moss                           |
| 2003 | Pauly Shore Is Dead        | Juez en el concurso de celebridades #3 |
| 2003 | Hollywood Homicide         | Hank                                   |

### Televisión
| Año       | Título                      | Personaje                   | Observaciones                                  |
| --------- | --------------------------- | --------------------------- | ---------------------------------------------- |
| 1976      | Starsky & Hutch             | Eddie Bell                  | Episodio: "Omaha Tiger"                        |
| 1976      | Family                      | Roy Axelrod                 | Episodio: "Point of Departure"                 |
| 1976      | McCloud                     | Big Mama                    | Episodio: "Bonnie and McCloud"                 |
| 1976–1978 | Maude                       | Sam Dickey                  | 3 episodios                                    |
| 1976–1979 | The Rockford Files          | Varios personajes           | 3 episodios                                    |
| 1977      | Quincy, M.E.                | Thomas "Tom-Tom" Tomlinson  | Episodio: "No Deadly Secret"                   |
| 1977–1978 | Mary Hartman, Mary Hartman  | Mac Slattery                | 85 episodios                                   |
| 1978      | Baretta                     | Ronco                       | Episodio: "It's a Boy"                         |
| 1979      | B. J. and the Bear          | Harry Cunningham            | 2 episodios                                    |
| 1979      | Hanging In                  | Sam Dickey                  | 2 episodios                                    |
| 1980      | The Dukes of Hazzard        | Bubba                       | Episodio: "Find Loretta Lynn"                  |
| 1980–1981 | Sanford                     | Cal Pettie                  | 26 episodios                                   |
| 1981      | The Greatest American Hero  | Predicador                  | Episodio: "Hog Wild"                           |
| 1982      | Gimme a Break!              | Dr. George Avery            | Episodio: "Porko's II"                         |
| 1983      | Amanda's                    | Billy Rae                   | Episodio: "The Man Who Came on Wednesday"      |
| 1983      | Hill Street Blues           | Sonny Crockett              | 4 episodios                                    |
| 1984      | Night Court                 | Caníbal                     | Episodio: "The Blizzard"                       |
| 1985      | The Dukes of Hazzard        | Mickey Larsen               | Episodio: "Strange Visitor to Hazzard"         |
| 1986      | Who's the Boss?             | Pee Wee                     | Episodio: "When Worlds Collide"                |
| 1987      | Outlaws                     | Granjero                    | Episodio: "Primer"                             |
| 1989      | Who's the Boss?             | Pee Wee                     | Episodio: "Tony and the Professor"             |
| 1991      | The New WKRP in Cincinnati  | Jocko                       | Episodios: "Here Comes Everybody" Partes 1 & 2 |
| 1991      | Designing Women             | Buford                      | Episodio: "The Pride of Sugarbakers"           |
| 1993      | Family Matters              | Repairman                   | Episodio: "An Officer and a Waldo"             |
| 1994      | The Fresh Prince of Bel-Air | Hatfield McCoy              | Episodio: "Fresh Prince: The Movie"            |
| 1995      | ER                          | Tom Perry                   | Episodio: "What Life?"                         |
| 1997–2010 | King of the Hill            | Director Moss; varios (voz) | 35 episodios                                   |
| 2001      | The Drew Carey Show         | Motorista #3                | Episodio: "Drew and the Motorcycle"            |
| 2005–2008 | My Name Is Earl             | Varios personajes           | 3 episodios                                    |